# Самбрано, Кристофер
Кри́стофер Ду́глас Самбра́но Ме́ндес (исп. Cristhoper Douglas Zambrano Méndez; род. 5 июля 2004, Santiago de Méndez Canton, Морона-Сантьяго) — эквадорский футболист, нападающий клуба «Аукас».

## Клубная карьера
Медина — воспитанник клубов «Клан Жувенил», Норте Америка и «Аукас». 18 апреля 2021 года в матче против «Ольмедо» он дебютировал в эквадорской Примере. 

## Международная карьера
В 2023 году в составе молодёжной сборной Эквадора Самбрано принял участие в молодёжном чемпионате Южной Америки в Колумбии. На турнире он сыграл в матчах против сборных Чили, Боливии, Бразилии, Колумбии, Парагвая, а также дважды против Венесуэлы и Уругвая. В поединке против венесуэльцев Кристофер забил гол.
В том же году Самбрано принял участие в молодёжном чемпионате мира в Аргентине. На турнире он сыграл в матчах против команд Словакии, Фиджи и Южной Кореи. В поединке против фиджийцев Кристофер сделал «дубль».